# Michael Palin

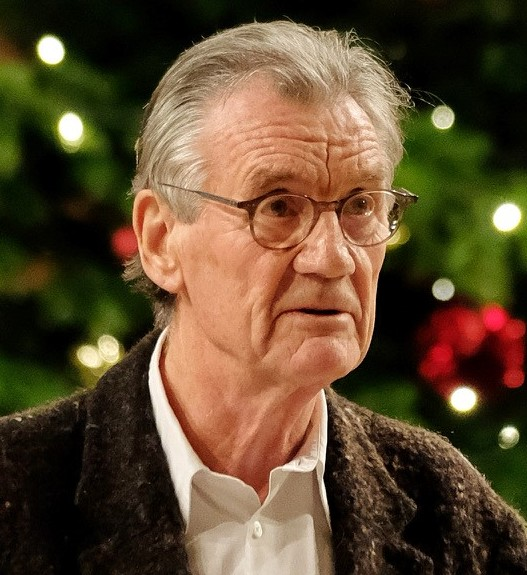
Michael Palin (2018)

Sir Michael Edward Palin KCMG CBE FRGS (* 5. Mai 1943 in Sheffield, England) ist ein englischer Komiker, Schauspieler, Autor, Sänger, Reisejournalist und ehemaliger Präsident der Royal Geographical Society. Er war Mitglied bei Monty Python, bei der er oft Rollen übernahm, die nach übertriebenem Enthusiasmus oder unerschütterlicher Ruhe verlangten.

## Leben
Nach dem Besuch der Grundschule Birkdale in Sheffield und der Shrewsbury School, einer weiterführenden Privatschule, studierte Palin Geschichtswissenschaft am Brasenose College in Oxford. Nach eigenen Aussagen hatte er auf der Grundschule erste Erfahrungen mit der Schauspielerei gemacht und war in einer Aufführung von Charles Dickens’ Eine Weihnachtsgeschichte aufgetreten. An der Universität war er Mitglied der Comedygruppe Oxford Revue und lernte Terry Jones kennen.
Nach dem Studium schrieb er gemeinsam mit Jones Sketche für The Frost Report, eine Satiresendung von David Frost. Im Anschluss wirkte er als Autor und Schauspieler in Fernsehsendungen wie Do Not Adjust Your Set oder How to Irritate People mit. Bei diesen Shows trafen Palin und Jones auf John Cleese, Graham Chapman, Eric Idle und Terry Gilliam, mit denen sie 1969 die Komikergruppe Monty Python formten.

### Monty Python und Filmkarriere
Nach dem Ende der Fernsehserie Monty Python’s Flying Circus im Jahr 1974 übernahm er zahlreiche Rollen in den folgenden Monty-Python-Kinofilmen und trat in den frühen Filmen von Terry Gilliam auf: Die Ritter der Kokosnuß (1975), Jabberwocky (1977), Time Bandits (1981) und Brazil (1985). Daneben arbeitete Palin mit Jones an der Fernsehserie Ripping Yarns, von der zwischen 1976 und 1979 neun Episoden entstanden.
In dem Monty-Python-Klassiker Das Leben des Brian (1979) von Terry Jones spielte er u. a. die Rolle des mit einem Sprachfehler ausgestatteten Pontius Pilatus, in welcher er Mittelpunkt einer Szene ist, die zu einem ausgesprochenen Klassiker wurde und eine der bekanntesten Szenen des Films ist, bekannt als „Schwanzus Longus“ (im engl. Original: "Biggus Dickus").
1988 spielte Palin an der Seite von John Cleese in der erfolgreichen Komödie Ein Fisch namens Wanda und 1997 in der weniger erfolgreichen Fortsetzung Wilde Kreaturen. Seine Darstellung des stotternden Ken in Ein Fisch namens Wanda brachte ihm einen BAFTA Award als bester Nebendarsteller ein. Zugleich erhielt Palin Kritik von Stotterern, was ihn dazu veranlasste, das „London Centre for Stammering Children“ (in etwa: „Londoner Zentrum für stotternde Kinder“) zu gründen, zumal sein Vater stotterte und die Rolle des Ken auf ihm basierte.

### Reisen
Eine Leidenschaft Palins ist das Reisen, was ihn ab 1989 dazu veranlasste, einige Reise-Dokumentationen für die BBC zu filmen. Der Erfolg dieser Reihe in Großbritannien beruht zu einem großen Teil auf seinen humorvollen Kommentaren und den ungewöhnlichen Reiserouten. Nach fast jeder Veröffentlichung einer neuen Dokumentation kam es zum „Palin-Effekt“, einer Zunahme von Interesse an der jeweiligen Region durch das britische Publikum.

### Bücher und gesellschaftliches Engagement

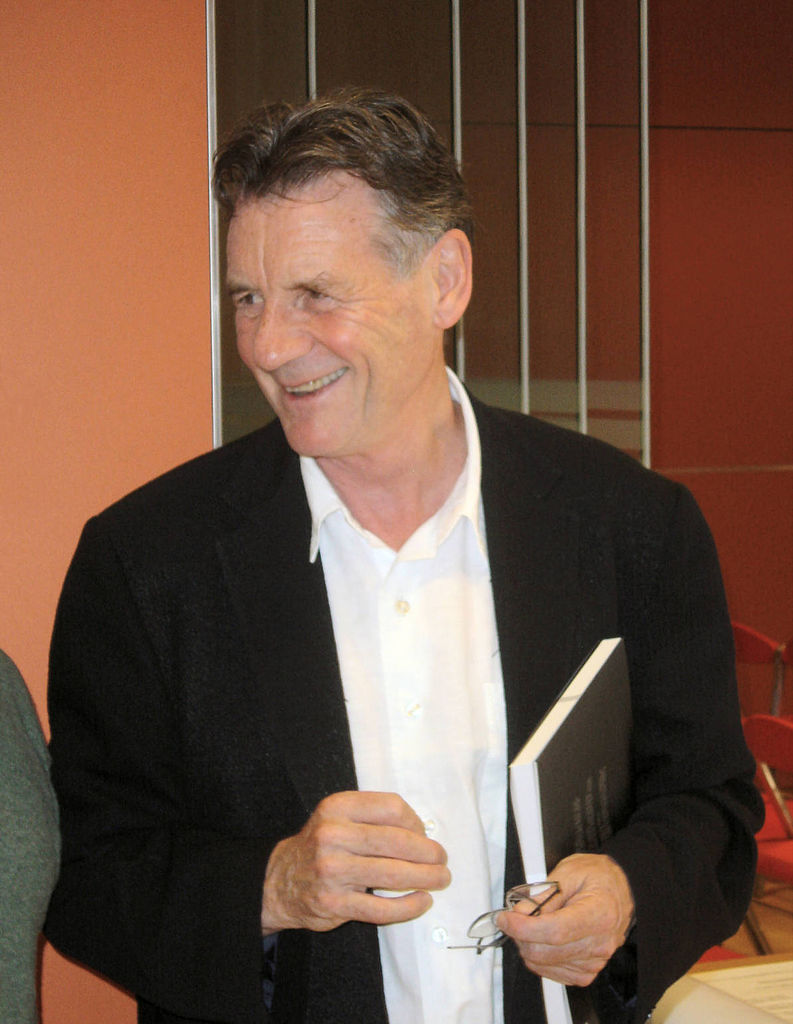
Michael Palin (2005)

Palin schrieb mit Hemingway’s Chair (1995) und The Truth (2012) zwei Romane. Er verfasste das Drehbuch für Amerikanische Freundinnen (1991) und spielte darin die Hauptrolle. Die Handlung des Filmes beruht auf den Reisetagebüchern seines Urgroßvaters Edward Palin, der Fellow an der Universität Oxford war und diese 1866 aus Liebe zu einem 19 Jahre jüngeren irisch-amerikanischen Mädchen verließ.
Von 2009 bis 2012 war Palin Präsident der Royal Geographical Society, der er bereits zuvor über viele Jahre in verschiedenen Funktionen verbunden gewesen war. 2013 erhielt er den Ehrenpreis der BAFTA.
Michael Palin war seit 1966 mit Helen Gibbins verheiratet, die im Mai 2023 starb, und hat drei Kinder. Am 1. Januar 2000 wurde er von der britischen Königin Elisabeth II. zum „Commander of the Order of the British Empire (CBE)“ ernannt. Am 28. Dezember 2018 wurde die Ernennung Palins zum Knight Commander des Order of St Michael and St George bekanntgegeben.
2019 veröffentlichte Palin einen Reisebericht über die Erebus, die an der Franklin-Expedition beteiligt war und bis 2014 als verschollen galt, mit dem Titel Erebus: Ein Schiff, zwei Fahrten und das weltweit größte Rätsel auf See.

## Synchronsprecher
Palins deutscher Standardsprecher bei Kinofilmen ist seit Monty Pythons wunderbare Welt der Schwerkraft (1971) Michael Nowka, der ihn auch in anderen Pythonfilmen (Der Sinn des Lebens) sowie u. a. in Ein Fisch namens Wanda (1988) und Wilde Kreaturen (1997) gesprochen hat.
Da Palin wie auch die anderen Ensemblemitglieder der Pythongruppe sowohl in Die Ritter der Kokosnuß (1975) als auch in Das Leben des Brian (1979) viele verschiedene Rollen gleichzeitig übernahmen, wurde er in diesen beiden Filmen von einer Reihe verschiedener Sprecher synchronisiert; in Die Ritter der Kokosnuß von Joachim Pukaß, Joachim Tennstedt, Joachim Kerzel, Randolf Kronberg, Joachim Nottke, Andreas Mannkopff, Christian Rode und Norbert Gescher, in Das Leben des Brian hauptsächlich von Harry Wüstenhagen, in kleineren Nebenrollen des Films aber auch von Thomas Danneberg und Mogens von Gadow.
In weiteren nennenswerten Filmen, in denen Palin mitwirkte, wurde er von den folgenden Sprechern jeweils nur einmal synchron gesprochen:
- Wolfgang Condrus (Standardstimme u. a. von Sam Neill) in Jabberwocky (1977)
- Frank Schaff in The Rutles – All you need is cash (1978)
- Jürgen Thormann in Time Bandits (1981)
- Arne Elsholtz (Standardstimme von Eric Idle, Tom Hanks und Bill Murray) in Brazil (1985)

Darüber hinaus wurde Palin in der in den neunziger Jahren für Sat.1 entstandenen Synchronisation von Monty Python’s Flying Circus, die sich nicht an die mit Monty Pythons wunderbare Welt der Schwerkraft etablierten Standardstimmen hielt und daher umstritten war, von Kai Taschner gesprochen.

## Filmografie (Auswahl)
- 1967–1969: Do Not Adjust Your Set
- 1968: How to Irritate People
- 1969–1974: Monty Python’s Flying Circus
- 1972: Wunderbare Welt der Schwerkraft (And Now for Something Completely Different)
- 1975: Die Ritter der Kokosnuß (Monty Python and the Holy Grail)
- 1976–1979: Ripping Yarns (TV-Serie)
- 1977: Jabberwocky
- 1978: The Rutles
- 1979: Das Leben des Brian (Monty Python’s Life of Brian)
- 1981: Time Bandits
- 1982: Der Missionar (The Missionary) (& Drehbuch)
- 1983: Der Sinn des Lebens (Monty Python’s Meaning of Life)
- 1983: Live at the Hollywood Bowl
- 1984: Magere Zeiten – Der Film mit dem Schwein (A Private Function)
- 1985: Brazil
- 1988: Ein Fisch namens Wanda (A Fish Called Wanda)
- 1991: Amerikanische Freundinnen (American Friends)
- 1996: Sturm in den Weiden (Wind in the Willows)
- 1997: Wilde Kreaturen (Fierce Creatures)
- 2015: Zufällig allmächtig (Absolutely Anything)
- 2017: The Death of Stalin
- 2018: Jahrmarkt der Eitelkeiten (Vanity Fair) (Fernsehserie)

## Dokumentationen
- 1980: Great Railway Journey (from London to Kyle of Lochalsh/Isle of Skye)
- 1989: In 80 Tagen um die Welt (Around the World in 80 Days)
- 1992: Von Pol zu Pol mit Michael Palin (Pole to Pole)
- 1994: Great Railway Journey (from Derry to Kerry) Ireland
- 1997: Rund um den Pazifik (Full Circle with Michael Palin)
- 1999: Michael Palin’s Hemingway Adventure
- 2002: Sahara
- 2004: Himalaya
- 2007: New Europe
- 2008: Around the World in 20 Years
- 2012: Brazil
- 2018: Unterwegs in Nordkorea mit Michael Palin (Michael Palin in North Korea)

## Literarische Veröffentlichungen
- Der Spiegelstein. (mit Alan Lee und Richard Seymour) Sauerländer, Frankfurt a. M. 1987, ISBN 978-3-7941-2859-4.
- Von Pol zu Pol mit Michael Palin. Haffmanns, Zürich 1993, ISBN 978-3-251-00233-7.
- Hemingways Stuhl. Haffmanns, Zürich 1996, ISBN 978-3-251-00310-5.
- Rund um den Pazifik. (mit Fotografien von Basil Pao) Haffmanns, Zürich 1998, ISBN 978-3-251-00397-6.
- Hemingways Reisen. (mit Fotografien von Basil Pao) Haffmanns, Zürich 1999, ISBN 978-3-251-00457-7.
- Europareise: Wie ein Engländer einen alten Kontinent neu entdeckt. Malik, München 2009, ISBN 978-3-89029-361-5.
- Europas wilder Osten: Ein Engländer entdeckt unseren Kontinent. Malik, München 2011, ISBN 978-3-492-40403-7.
- Erebus: Ein Schiff, zwei Fahrten und das weltweit größte Rätsel auf See. Mareverlag, Hamburg 2019, ISBN 978-3-86648-374-3.

## Lieder
- Decomposing Composers
- Every Sperm Is Sacred (aus Monty Python’s Der Sinn des Lebens)
- Finland
- Spam-Song (mit Terry Jones)
- Holzfäller-Lied (The Lumberjack-Song) mit Terry Jones